# Pokret (Zagreb, 1904.)
Pokret je bio hrvatski dnevnik iz Zagreba. Bile su glasilo Hrvatske pučke napredne stranke.
Izašle su prvi put 17. travnja 1904., a prestale su izlaziti 13. listopada 1910. godine. Prvu su godinu izlazile kao tjednik, a od druge godine prešle su na dnevno izlaženje. Uz Pokret su izlazili prilozi Zvono i humoristično-satirični prilog Koprive. Uređivali su ih Ivan Gršković, Milan Heimrl, Slavoljub Petanjek, Lav Mazzura, Većeslav Wilder, Ivan Lorković, Josip Pasarić, Veljko Tomić, Gjuro Šurmin i Zvonimir Biljan.
Rad lista Pokret nadomjestio je dnevni list Hrvatski pokret, koji je izlazio od 1910. – 1915. 